# Gymnomenia minuta
Gymnomenia minuta is een Solenogastressoort uit de familie van de Gymnomeniidae. De wetenschappelijke naam van de soort is voor het eerst geldig gepubliceerd in 1998 door Scheltema.